# Playa La Audiencia

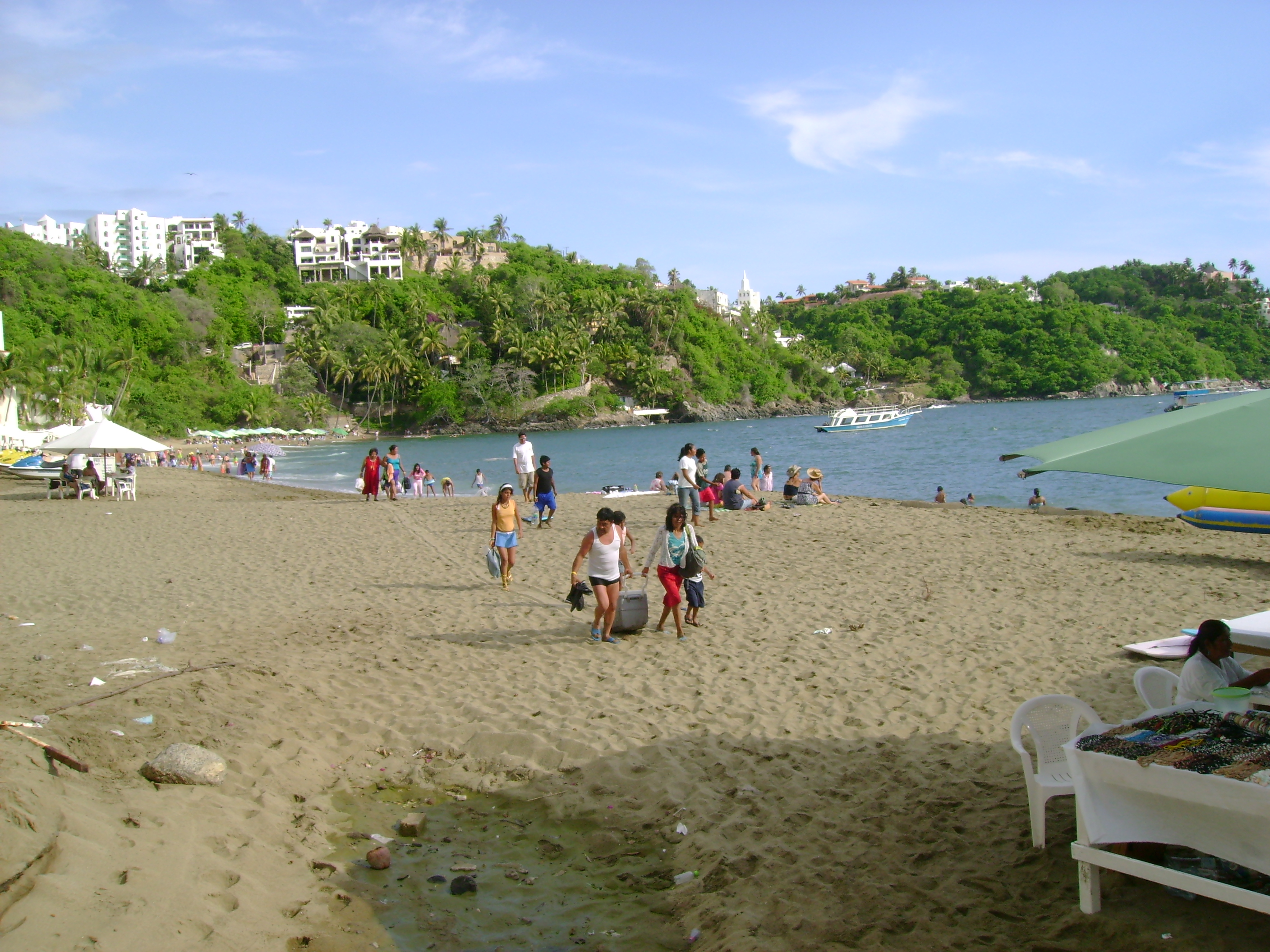
Playa La Audiencia.

La Playa La Audiencia se encuentra en el municipio de Manzanillo, en Colima, México. Esta es una playa de arena dorada que en algunos meses del año se torna oscura por las arenas del Volcán de Colima, que le dan una pendiente suave. Se ubica en la península de Santiago, frente a la bahía del mismo nombre, junto a una pequeña caleta rodeada de palmeras. Desde el faro de la región de Las Hadas y de La Reina se pueden obtener magníficas vistas panorámicas del lugar. Se practican actividades acuáticas tales como esquí, navegación, snorkel y buceo; cuenta son servicios de alquiler de equipo, hoteles y se encuentra a 3 km al sur de Santiago por la carretera federal n.º 200.

## Características

### Ubicación.
Se encuentra en el municipio de Manzanillo, en Colima, México.

### Clima
Clima tropical

### Descripción del lugar.
Es una pequeña caleta rodeada de palmeras; su playa posee arena gris claro, de textura media; tiene una pendiente suave y oleaje moderado.
- Datos: Q6078400